# لئون شامروی
لئونارد تولستوی شامروی (به انگلیسی: Leonard Tolstoy Shamroy) فیلمبردار آمریکایی سینمای هالیوود و برنده جایزه اسکار بهترین فیلمبرداری سال‌های ۱۹۴۲، ۱۹۴۴، ۱۹۴۵ و ۱۹۶۳ است.

## گزیده فیلمشناسی
- تنها یکبار زندگی می‌کنید (فیلم ۱۹۳۷) (۱۹۳۷)
- ماجراهای شرلوک هولمز (۱۹۳۹)
- لیلیان راسل (۱۹۴۰)
- ماه بر فراز میامی (فیلم) (۱۹۴۱)
- روکسی هارت (۱۹۴۲)
- بوفالو بیل (۱۹۴۴)
- درختی در بروکلین می‌روید (۱۹۴۵)
- شکوفه‌هایی در برادوی (۱۹۳۲)
- جهان‌های خصوصی (۱۹۳۵)
- روکسی هارت (فیلم) (۱۹۴۲)
- به خدا واگذارش کن (۱۹۴۵)
- دوجینش ارزان‌تر است (۱۹۵۰)
- داود و بتسابه (۱۹۵۱)
- برف‌های کلیمانجارو (۱۹۵۲)
- ردا (۱۹۵۳)
- سینوهه (۱۹۵۴)
- عشق چیز باشکوهی است (۱۹۵۵)
- میز (۱۹۵۷)
- کلئوپاترا (۱۹۶۳)
- کاردینال (۱۹۶۳)
- جان گلدفارب، لطفاً به خانه بروید! (۱۹۶۵)
- سیاره میمون‌ها (۱۹۶۸)

## جایزه اسکار
| سال  | عنوان                         | نتیجه    |
| ---- | ----------------------------- | -------- |
| ۱۹۳۸ | The Young in Heart            | نامزدشده |
| ۱۹۴۰ | Down Argentine Way            | نامزدشده |
| 1942 | Ten Gentlemen from West Point | نامزدشده |
| 1942 | قوی سیاه                      | برنده    |
| ۱۹۴۴ | ویلسون                        | برنده    |
| ۱۹۴۵ | به خدا واگذارش کن             | برنده    |
| ۱۹۴۹ | پرنس روباهان                  | نامزدشده |
| ۱۹۵۱ | داوود و بث‌شبع                 | نامزدشده |
| ۱۹۵۲ | برف‌های کلیمانجارو             | نامزدشده |
| ۱۹۵۳ | ردا                           | نامزدشده |
| ۱۹۵۴ | سینوهه                        | نامزدشده |
| ۱۹۵۵ | عشق چیز باشکوهی است           | نامزدشده |
| ۱۹۵۶ | پادشاه و من                   | نامزدشده |
| ۱۹۵۸ | آرام جنوبی                    | نامزدشده |
| ۱۹۵۹ | پورگی و بس                    | نامزدشده |
| 1963 | کلئوپاترا                     | برنده    |
| 1963 | کاردینال                      | نامزدشده |
| ۱۹۶۵ | The Agony and the Ecstasy     | نامزدشده |